# Andreas Franz Wilhelm Schimper
Andreas Franz Wilhelm Schimper (Strasburgo, 12 maggio 1856 – Basilea, 9 settembre 1901) è stato un botanico ed ecologo tedesco.

## Biografia
Schimper è nato a Strasburgo, in Francia, in una famiglia di scienziati del XIX secolo. Il padre Wilhelm Philippe Schimper (1808-1880), direttore del Museo di Storia Naturale a Strasburgo, professore di geologia, e briologo. I cugini di suo padre erano Georg Wilhelm Schimper (1804-1878), collezionista di spicco ed esploratore dell'Arabia e del Nord Africa, e Karl Friedrich Schimper, naturalista.
Andreas ha studiato presso l'Università di Strasburgo 1874-1878, dove ottenne il dottorato di ricerca in biologia. In seguito ha lavorato a Lione e ha viaggiato per gli Stati Uniti, rimanendo a Baltimora e Massachusetts. Nel 1886 è stato nominato professore straordinario a Bonn, dove ha lavorato in gran parte nell'istologia delle cellule, nei cromatofori e nel metabolismo dell'amido. Era interessato alla fitogeografia ed ecologia, così da intraprendere le spedizioni nelle Indie Occidentali e nel Venezuela, nel 1882-1883, in Sri Lanka, nella Penisola malese e Giava, nel 1889-1890, concentrandosi sulle mangrovie, sulle piante epifite e della vegetazione litorale, del luogo. Lui è meglio conosciuto per Pflanzengeographie auf Physiologischer Grundlage, pubblicato a Jena nel 1898, in cui egli ha coniato la foresta pluviale tropicale e sclerofille.
Nel 1898 ha accettato l'invito a unirsi alla spedizione dell'Impero tedesco a bordo della SS Valdivia sotto la guida del Prof. Carl Chun. Il viaggio è durato 9 mesi durante i quali hanno visitato le Isole Canarie, il Camerun, Città del Capo, (dove si unì anche Rudolf Marloth), Kerguelen, New Amsterdam, Isole Cocos, Sumatra, Maldive, Sri Lanka, Seychelles e il Mar Rosso.
Tornando nel 1899, ha assunto la nomina di professore di botanica presso l'Università di Basilea. La sua salute era stata seriamente colpita dalla malaria presa in Camerun e nel Dar-es-Salaam e morì nel 1901.
Molte specie sono state chiamate in suo onore.